# 49.º Distrito Congressional da Califórnia
O 49º Distrito Congressional da Califórnia (em inglês:  California's 49th congressional district) é um dos 53 distritos congressionais do estado norte-americano da Califórnia, segundo o censo de 2000 sua população é de 639.087 habitantes, sua área é de 1,7 km.
É representado pelo republicano Darrell Issa.
Incorpora as seguintes cidades:
- Temecula 100.097 habitantes;
- Oceanside 183.095 habitantes;